# Takuya Marutani
Takuya Marutani (丸谷 拓也 Marutani Takuya?,  nacido el 30 de mayo de 1989 en Nanbu, Tottori) es un exfutbolista japonés. Jugaba de centrocampista y se retiró en diciembre de 2019.

## Trayectoria

### Clubes
| Club                    | País  | Año         |
| ----------------------- | ----- | ----------- |
| Sanfrecce Hiroshima     | Japón | 2008 - 2017 |
| Oita Trinita (préstamo) | Japón | 2012 - 2013 |
| Oita Trinita            | Japón | 2018 - 2019 |

### Selección nacional
| Selección | País  | Año  |
| --------- | ----- | ---- |
| Sub-20    | Japón | 2007 |
| Sub-23    | Japón | 2010 |

## Palmarés

### Títulos nacionales
| Título             | Club                | País  | Año  |
| ------------------ | ------------------- | ----- | ---- |
| J2 League          | Sanfrecce Hiroshima | Japón | 2008 |
| Supercopa de Japón | Sanfrecce Hiroshima | Japón | 2014 |
| J1 League          | Sanfrecce Hiroshima | Japón | 2015 |
| Supercopa de Japón | Sanfrecce Hiroshima | Japón | 2016 |